# Aleix de Sentmenat i de Requesens
Aleix de Sentmenat i de Requesens (Barcelona, 1600 — 1674) fou un polític i militar barceloní, fill de Miquel de Sentmenat i d'Alentorn i d'Estàsia de Requesens. Va casar-se amb Maria d'Oms i Magdalena de Ros, sense tenir descendència de cap de les dues esposes.
L'any 1609 va ser nomenat patge de Felip III de Castella, però els antecedents polítics del seu pare impediren el seu accés al càrrec. Des de 1617, consta en les principals Juntes de Braços. Sentmenat és nomenat capità de la Coronela de Barcelona (1634), responsable d'una companyia de milicians en la campanya de Leucata de 1637, i és ascendit a sergent major el 1640. Com a diplomàtic, va formar part de les ambaixades del Consell de Cent i la Diputació del General al virrei-comte de Santa Coloma Dalmau III de Queralt (1639-40), destinades a resoldre el problema dels allotjaments militars.

## Aliança amb el regne de França i Guerra dels Segadors
Juntament amb Francesc de Vilaplana, inicia les converses amb el regne de França per aconseguir suport militar del regne de França contra Felip IV de Castella (4 de maig de 1640). Segons Manel Güell, aquest mes "forma una petita força armada al comandament únicament dels diputats". Durant l'esclat de la Guerra dels Segadors, introdueix armes de Perpinyà al Principat. Avisat pels espies castellans, Juan de Garay -governador de la ciutat- el fa empresonar a mitjans d'agost. Sentmenat restarà quinze mesos, tres a Perpinyà i dotze a Tarragona. Josep de Margarit va tractar el seu alliberat amb el marquès de Los Vélez en un intercanvi de presoners.
Sentmenat va prendre partit en un atac a Tarragona (agost 1644), l'Ebre i en el Front de Lleida. Més enllà de la seva actuació militar, va ser membre de la Trentasisena entre 1648 i 1651. Durant aquest període, va ser ambaixador de la Diputació del General al Vaticà per intentar que Innocenci X expedís les butlles papals al Principat. Atesa la seva vinculació amb els comtats de Rosselló i Cerdanya, també va fer d'intermediari entre Barcelona i aquests. En ser conquerida la capital catalana (octubre 1652), va exiliar-se a Perpinyà, on va demanar ser rescabalat econòmicament per la pèrdua de patrimoni a Catalunya.